# Liste der Kulturdenkmäler in Würrich
In der Liste der Kulturdenkmäler in Würrich sind alle Kulturdenkmäler der rheinland-pfälzischen Ortsgemeinde Würrich aufgeführt. Grundlage ist die Denkmalliste des Landes Rheinland-Pfalz (Stand: 27. Oktober 2023).

## Einzeldenkmäler
| Bezeichnung         | Lage            | Baujahr                            | Beschreibung | Bild                           |
| ------------------- | --------------- | ---------------------------------- | --- | ------------------------------ |
| Evangelische Kirche | Dorfstraße Lage | zweite Hälfte des 13. Jahrhunderts | Saalbau, 1887/88; ehemaliger Chorturm, zweite Hälfte des 13. Jahrhunderts, barocke Haube, 18. Jahrhundert; bauliche Gesamtanlage mit Friedhof | weitere Bilder Fotos hochladen |